# 許在衡
許在衡（？—？），浙江省紹興府山陰縣人，清朝政治人物、進士出身。
光緒十五年（1889年），参加光緒己丑科殿試，登進士二甲36名。同年五月，著交吏部掣签，分发各省以知县即用。